# Micraspis frenata
Micraspis frenata là một loài bọ rùa đặc hữu của Tasmania và các bang miền đông của Úc.

## Hình ảnh

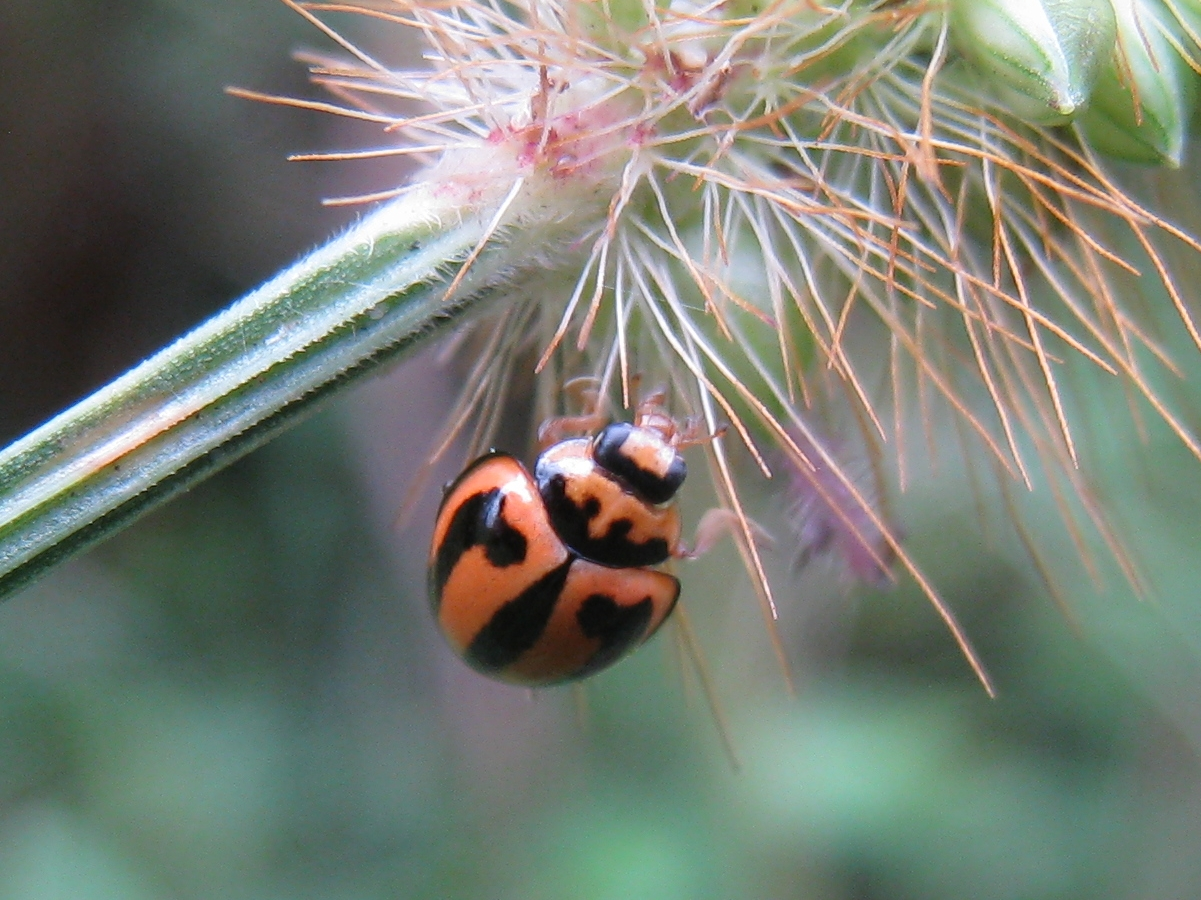
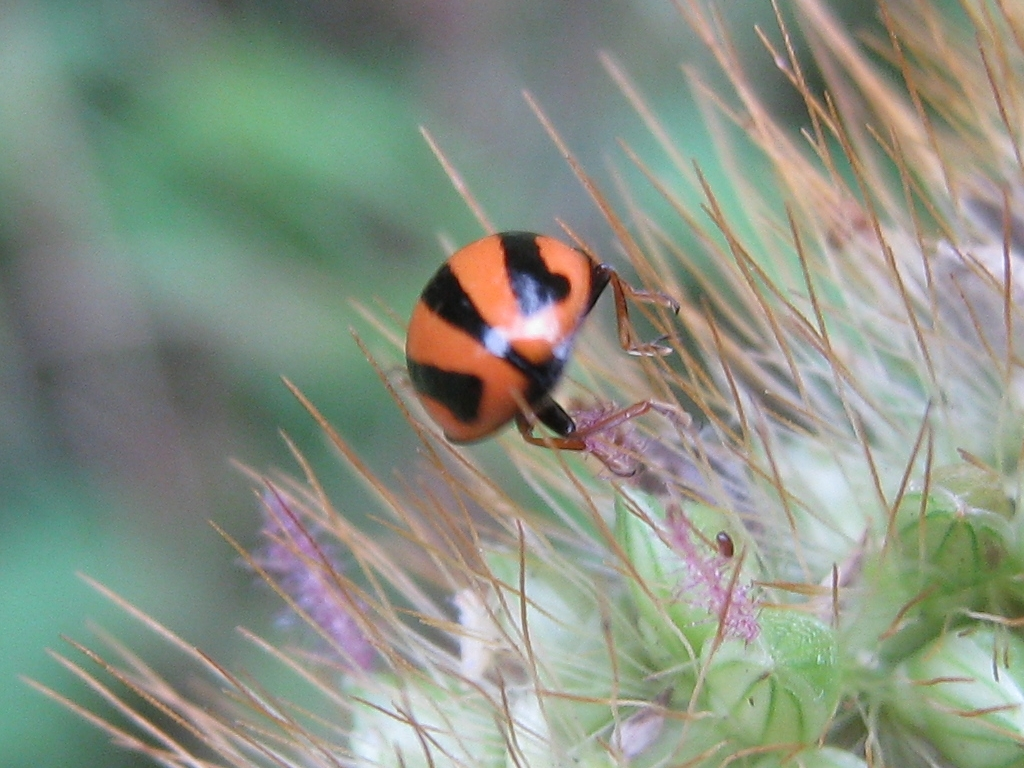